# Siège de Bletterans (1637)
Guerre de Trente Ans
Batailles
Le siège de Bletterans est une série de batailles et de sièges qui eurent lieu entre le 26 juin et le 4 octobre 1637 à Bletterans et dans ses environs, durant l'épisode comtois de la guerre de Trente Ans. Elle oppose les troupes françaises du duc de Longueville aux troupes comtoises de Philippe-François de Bussolin.  

## Contexte
À l'été 1637, l'armée comtoise, battue à Cornod, n'existe quasiment plus. Les troupes françaises de Longueville déferlent sur le bailliage d'aval (actuel Jura). Les villes de Saint-Amour, Moirans, Saint-Claude, Lons-le-Saunier et Savigny sont déjà tombées. À cette époque là, Bletterans est une place importante et stratégique dans la défense du comté de Bourgogne car elle garde une partie de la frontière avec la France et empêche les Français de s'en prendre au nord du Jura. Le gouverneur de cette ville est le capitaine Claude de Visemal, seigneur de Frontenay. Mais le 9 mai lui est envoyé un nouveau commandant le mestre de camp Philippe-François de Bussolin, un des officiers comtois les plus capables et expérimentés de ce conflit. Il s'est notamment illustré lors de la campagne du Bugey en début d'année. Le 29 mai, 240 soldats impériaux et lorrains rejoignent la place sous les ordres du lieutenant-colonel de Varlosky (parfois orthographié Wolosky ou encore Valosqui), un officier polonais dans l'armée impériale. Bussolin s'emploie à réparer les fortifications de la ville, un ingénieur lui est d'ailleurs envoyé par Gérard de Watteville, pour parfaire la tâche.

## Déroulement des combats

### Première tentative (26 juin-2 juillet)
Le 26 juin, Longueville avec une partie de ses troupes, arrive en vue de la ville. Il vient de Lons le Saunier dont le siège est en train de s'achever. Il vient reconnaître les environs et commence les préparatifs de son siège. Mais Bussolin ordonne immédiatement des attaques quotidiennes sur les français qui ne parviennent pas à mettre en place le siège de la ville. Le 2 juillet, Longueville abandonne et s'éloigne provisoirement des lieux. Le commandant comtois s'attend à une nouvelle attaque alors il décide réorganiser les défenses en profondeur. Il fait raser les faubourgs de la ville et dégager l'espace devant les remparts. Le 25 juillet il reçoit du parlement, deux canons et 1600 livres de poudre.

### Seconde tentative (12 août)
Le 12 août, le maréchal de Guebriant lance une attaque de diversion aux abords de la ville sur des paysans, espérant faire sortir la garnison comtoise de la ville pour mieux l'attaquer. Mais la ruse ne fonctionne pas les français se vengent en attaquant les villages de Cosges et de Jousseaux. En fin de journée, il tente à nouveau une attaque sur des paysans et du bétail au nord de la ville, et cette fois ci un détachement de la garnison comtoise sort pour les protéger. Ces derniers tombent alors dans une embuscade, dans le bois de Vallières : 70 morts et 15 prisonniers sont à déplorer dans les rangs comtois ainsi qu'une trentaine de paysans qui sont également capturés. Malgré ce succès Longueville hésite encore à entreprendre le siège, il tient en haute estime le comte de Bussolin dont il craint sa défense. De plus, une trop faible partie de la garnison est sortie et son affaiblissement n'est pas significatif : l'attaque en reste là. 

### Le siège (25 septembre-5 octobre)
Une épidémie de peste se propage dans la ville faisant de nombreuses victimes et vers le 20 septembre, Bussolin succombe à la maladie. Le capitaine de Visemal est également malade et l'on apprend que l'armée du duc de Lorraine qui stationnait à proximité, s'éloigne. Aussitôt, Longueville qui était resté à proximité, donne l'ordre de faire mouvement sur Bletterans et de commencer le siège. Le 25 septembre, la ville est encerclée et l'artillerie se positionne malgré une âpre résistance des assiégés. Tous les jours, les Comtois harcèlent les positions françaises qui mettent 5 jours à réellement entamer le siège et à commencer les tirs d'artillerie. Le 30 septembre, un déluge de feu s’abat sur la ville. Dans la journée, une large brèche est ouverte mais le passage est dangereux : les fossés sont remplis d'une épaisse vase dont il est impossible d'en sortir vivant. Après avoir tant bien que mal tenté de combler le fossé, les Français s'engouffrent dans la brèche et un corps à corps de 4 heures s'engage où Wolosky tient héroïquement sa position. Les Français ne parviennent pas à entrer dans la ville. C'est à nouveau l'artillerie française qui va jouer un rôle déterminant en pilonnant les défenseurs restés sur la brèche : ces derniers doivent alors reculer dans la ville derrière des barricades. L'infanterie française charge à nouveau et cette fois, c'est la panique dans les rangs comtois : les hommes refluent dans le désordre sur le château. Ceux qui ne parviendront pas à le gagner à temps seront massacrés. La ville est prise et une partie est incendiée. 
Les Français entreprennent immédiatement le siège du château. Mais l'artillerie ne sera pas prête à entrer en action avant le 2 octobre laissant quelques jours de répit aux Comtois. Pendant ce temps, le commandant comtois Visemal de Frontenay parvient à envoyer un messager demandant des renforts, mais ce dernier n'aura jamais de réponse. Pourtant une armée arrive bel et bien en renfort pour les secourir, mais elle ne parviendra sur les lieux, que quelques heures trop tard.
Lorsque l'artillerie française commence ses tirs (celle-ci ayant été placée trop près des murs), elle subit un feu nourri des assiégés et perd près de 50 de ses artilleurs. Les batteries sont anéanties. Le lendemain, 3 octobre, une autre batterie est installée puis dirige ses tirs sur les toits du château, faute de parvenir à entamer les murs. Cependant à 16h, deux tours sont détruites. Le lendemain, les tirs continuent de plus belle, puis le comte de Saligny, las, exige la capitulation : après négociations, celle ci est enfin acceptée. Les combats cessent en toute fin de journée 
Le lendemain matin, le 5 octobre, la garnison quitte la ville escortée par 1500 cavaliers français jusqu’à la ville de Dole où elle trouve refuge.

## Conséquences
La Franche-Comté est à présent quasiment sans défense. Le château et les fortifications sont rasés par les Français et la ville pillée . Longueville a réussi ses objectifs : toute la partie ouest du Jura en dehors de Dole et Poligny est tombée entre ses mains. De plus, l'armée comtoise est réduite à un petit noyau d'hommes intégré à une armée alliée dont elle n'a plus son mot à dire sur la conduite de la guerre. 

## Controverses
Selon l'historien et contemporain des faits, Jean Girdardot de Nozeroy, la chute de la ville aurait rendu possible par la trahison de l'ingénieur chargé de la reconstruction des remparts ainsi que de quelques bourgeois de la ville. La femme de Jean-Baptiste de Visemal est également soupçonnée d'intelligence avec les Français et aurait intercepté des courriers destinés à son mari. 